# Поход към Версай
Походът на жените към Версай, известен също като октомврийски поход, е едно от най-ранните и значими събития в първия етап на Френската революция. Походът започва сутринта на 5 октомври 1789 г. сред жените по пазарите в Париж, които вече са пред бунт поради високите цени на хляба и недостига му. Тяхната демонстрация бързо придобива политически характер поради разискванията в Учредителното събрание за извършване на либерални политически реформи и установяване на конституционна монархия, които са темата на деня. Жените, случайни граждани и най-различни други участници образуват хилядна тълпа, насърчавана от революционни агитатори, която разграбва градския оръжеен арсенал и се насочва към Версайския дворец. По-късно към Версай се отправя и Националната гвардия под командването на маркиз дьо Лафайет. Демонстрантите обсаждат двореца, а тяхна делегация успява да изложи своите искания директно на крал Луи XVI, който им обещава да отпусне храни от кралските складове. През нощта срещу 6 октомври обаче тълпата нахлува в самия дворец, който е недобре охраняван. Следва схватка с жертви и от двете страни, но ситуацията се успокоява след като кралят обещава да напусне Версай. На следващия ден по обяд кралското семейство и повечето депутати от Учредителното събрание напускат Версай и се отправят към Париж, плътно заобиколени от демонстрантите. Няколко дни по-късно цялото Учредително събрание се премества в Париж, където заседава до своето разпускане.
Тези събития слагат край на независимостта на краля и поставят начало на смяна на властта и извършване на реформи във Франция. Шествието символизира нов баланс на силите, който измества стария ред на привилегии за избраници от аристокрацията и духовенството в посока на интересите на обикновените хора, представени от третото съсловие. Събирайки за първи път заедно хиляди хора, обединени от една цел, походът към Версай става повратен момент на революцията. Абсолютизмът във Франция, вече подкопан при превземането на Бастилията, изглежда окончателно победен и пътят за създаване на конституционна монархия е открит.

## Предистория
В опита си да поправи финансовите дела след поредица от лоши реколти министър Тюрго премахва регулирането на пазара на зърно през 1774 г., което води до глад и т.нар. „брашнени война“ през 1775 г. В края на стария режим, страхът от глад се превръща в постоянен за по-ниските слоеве на населението, и се ширят слухове за заговор те да бъдат уморени от глад чрез унищожаване на посевите от пшеница, в които хората вярват с готовност. Размирици във връзка с недостига на хляб има още през април 1789 г., а през лятото настъпват повсеместни безредици и грабежи, станали известни като „Големият страх“.
От юли 1789 г. депутатите от Националното Учредително Събрание дискутират във Версай промени в политическата система на Франция. След превземането на Бастилията реформаторски настроените депутати успяват да прокарат революционни декрети, които официално премахват привилегиите на благородниците и духовниците, както и Декларацията за правата на човека и гражданина, но трябва и кралят да ги одобри. Вниманието се насочва към създаване на постоянна Конституция. Макар че монархистите и консерваторите не са в състояние да окажат сериозна съпротива, към септември техните позиции малко по малко се засилват, като например успяват да извоюват правото на краля на законодателно вето в проекта за конституция.
Версай, средоточие на силната кралска власт, не е подходяща среда за реформаторите. Тяхната опора е в разбунения Париж, отстоящ на около 21 километра. От друга страна, четиристотинте депутати монархисти и духовници искат да преместят заседанията в още по-отдалечено от Париж място – Соасон, Компиен или Тур. Мнозина реформатори се страхуват, че кралят, заобиколен от верни войски, може просто да разпусне събранието, или да се отметне от августовските декрети. Кралят вероятно е обмислял това, а когато на 18 септември одобрява официално само част от декретите, депутатите са възмутени.
Въпреки пост-революционната митология, походът към Версай не е спонтанно събитие. Вече е имало множество призиви за масови демонстрации във Версай, например през август маркиз Сен Юруж призовава да бъдат изхвърлени депутатите, които подкрепят правото на краля на вето. Въпреки че това не става, идеята за поход към Версай, за да се накара краля да одобри приетите от Събранието закони, остава и в продължение на следващия месец ораторите в Пале Роял редовно я споменават, като по този начин тя се свързва с Луи Филип II, херцога на Орлеан, собственик на Пале Роял. Идеята е широко разпространена и дори обсъждана на страниците на Меркюр дьо Франс (5 септември 1789). 

### Кралски банкет
В края на септември 1789 г. кралят премества Фландърския полк във Версай като предпазна мярка. На 1 октомври е проведен банкет, обичайна практика при промяна на гарнизона на войските, и кралското семейство се появява за кратко. Офицерите изразяват силни верноподанически чувства, като захвърлят трицветните кокарди и се закичват с бели и черни, цветовете на краля и кралицата. В Париж се ширят слухове, че кралицата била видяна да тъпче с крака трицветната кокарда. Това действие се приема като скандално от най-революционно настроените среди. Дори маркиз дьо Лафайет, началник на Националната гвардия, която се грижи за реда вместо кралските войски, се възмущава, че кралят не е потърсил неговия съвет за преместването на гарнизона, което разбунва Париж. Вестниците на Марат „Приятел на Народа“ (на френски: L' Ami du Peuple) и на Лустало „Революциите на Париж“ бият тревога за аристократичен заговор. Според тях целта е да се саботира конституцията още преди да е завършена. Повторният отказ на краля да утвърди приетите реформи от 4 август и изявлението му, че има съмнения относно Декларацията за правата на човека, още повече разпалва анти монархическите настроения. Марат призовава парижани да вземат оръжие от кметството, за да тръгнат към Версай. По предложение на Дантон Парижката комуна трябва да изпрати Лафайет на следващия ден при краля с искане войските да бъдат изтеглени.

## Начало
Сутринта на 5 октомври огромни тълпи от жени, стояли напразно през цялата нощ пред пекарните, без да получат хляб, се събират на Гревския площад и обкръжават кметството. Една от тях започва да удря барабан и това служи като призивен сигнал. Раздават се викове: „Хляб! Към Версай!“. След това удрят камбаните, а на площада се втурват мъже от предградията, въоръжени с пики и тояги. Конната охрана на кметството се опитва да спре народа, но е преодоляна и тълпата нахлува в сградата, където разбива оръжейния склад на комуната и присвоява голям брой мускети, барут и две оръдия. В крайна сметка тълпата е прогонена от сградата, но продължава митинга на площада, а след това тръгва на поход към Версай.
Националната гвардия, чиято задача е да пази реда, се събира на площад Грев, но гвардейците са почти изцяло на страната на народа и техният командир маркиз дьо Лафайет едва успява да ги разубеди да не дезертират. Парижката комуна нарежда на Лафайет да остане начело на отряда, макар мнозина да заплашват с убийството му, и да предаде на краля искането на народа да напусне Версай и да пристигне в Париж. Изпращайки напред куриер, в 4 ч. следобяд Лафайет е принуден да тръгне към Версай начело на 15 000-на гвардия, надявайки се да запази краля и обществения ред.
Целите на участващите в марша са няколко: от една страна хората искат да се осигури изхранването им, не само за момента, но и в бъдеще; от друга страна настояват чуждестранните наемни войници да бъдат заменени от националните гвардейци, което намира силен отзвук сред последните. На трето място най-революционно настроените искат кралят, както ицалото Национално събрание, да се преместят в Париж сред хората.

## Обсада на Версай
Тълпата изминава пътя до Версай за около шест часа. Освен че хората са въоръжени с най-разнообразно оръжие, те придвижват и пленените от кметството оръдия. По пътя се присъединяват още хора, привлечени от революционния ентусиазъм и въпреки есенния дъжд. Издигат се агресивни призиви кралят да се прибере у дома, а към кралица Мария Антоанета се отправят най-обидни епитети и дори смъртни заплахи .
При пристигането си тълпата е посрещната от депутати на Учредителното събрание и нейни представители са поканени в залата за заседания, където да изложат исканията си. Много скоро нахлуват и други парижани, които рухват по скамейките – гладни, изтощени и подгизнали. Депутатите нямат голям избор, освен да се примирят. Зрителите обаче започват да освиркват говорещите и да искат на трибуната популярния реформатор граф Мирабо. Големият реформатор отклонява поканата, но охотно разговаря с жените от пазара, дори за известно време една от тях сяда на коленете му. Неколцина други депутати приветстват демонстрантите, сред тях Робеспиер, който по това време все още не е известен политик, но се солидаризира с исканията на жените. Това отношение до голяма степен неутрализира враждебността на тълпата към събранието.  Председателстващият събранието Жан Жозеф Муние придружава в двореца една делегация на демонстрантите, съставена от шест жени, която иска да се срещне с краля. Кралят ги приема без враждебност и ги изслушва, като една от тях припада по време на срещата. След срещата са дадени разпореждания да се отпуснат брашно и хляб от кралските запаси и е обещана още храна. Една част от протестиращите смятат, че целта им е постигната, но болшинството не са доволни. Хората бродят из градините на двореца и обсъждат „вредното влияние“ на кралицата, която според тях ще попречи на краля да изпълни обещаното. Кралят осъзнава опасността, обсъжда положението със съветниците си и към шест часа вечерта решава да потуши недоволството, като съобщава, че ще приеме августовските декрети и Декларацията за правата на човека. Въпреки нажежената обстановка не са предприети адекватни мерки за защита на двореца: болшинството кралски гвардейци, престояли няколко часа в състояние на бойна готовност на главния площад срещу разгневената тълпа, са оттеглени навътре в парка. Според един от офицерите: „Всички бяха капнали и мислехме, че всичко е свършило.“ Поради това дворецът се охранява само от 61 телохранители (Gardes du Corps) нощна стража .
Късно вечерта в двореца пристигат и националните гвардейци. Лафайет се отправя да докладва и да заяви своите верноподанически чувства на краля, а войниците му се смесват с народа. Мнозина са настроени враждебно към командира си и към края на нощта спонтанно се оформя съюз между парижани и Националната гвардия, а възбудата расте. Около шест часа сутринта няколко от демонстрантите проникват в двореца през една малка врата, оставена без охрана, и се впускат да търсят спалнята на кралицата, обект на всеобща омраза. Кралските телохранители се втурват да затварят вратите към този участък (мраморния двор, cour de marbre) и да ги барикадират, като същевременно започват стрелба и убиват един младеж. Разгневени, останалите нападатели нахлуват в апартаментите на кралицата и започват ръкопашна схватка. Двама от кралските гвардейци са убити, главата на единия е набучена на пика. Ужасената кралица и придворните ѝ дами търсят спасение в апартамента на краля, където няколко минути удрят по вратата, докато им отворят. Хаосът продължава, дадени са още жертви, но в крайна сметка дворцовата стража успява да изтласка тълпата на двора, макар че редовите войници се въздържат да стрелят срещу нея.
Напрежението остава и хората настояват да видят краля и кралицата. Лафайет убеждава Луи XVI да се обърне с няколко думи към тях и когато двамата се появяват на балкона, неочаквано са приветствани с викове „Да живее кралят“ (Vive le Roi!) Кралят съобщава, че ще се завърне в Париж, „подчинявайки се на любовта на верните си поданици“. Под радостните възгласи на тълпата Лафайет закичва трицветна кокарда на шапката на най-близко стоящия кралски гвардеец. След това кралят се оттегля, но хората продължават да искат кралицата. Тя излиза на балкона с децата си, но тълпата се развиква: „Никакви деца, никакви деца!“. Кралицата ги оставя и остава на място с лице към множеството. Макар че тук-там се виждат насочени към нея мускети, Мария-Антоанета остава така 2 минути без да трепне, при което Лафайет коленичи и ѝ целува ръка. Накрая нападателите бавно свалят мускетите и започват да крещят: „Да живее кралицата“. Това сваля напрежението. Колкото и да са постигнали основната си цел да получат хляб и да са доволни от кралското подчинение, парижани продължават да настояват кралското семейство да се завърне с тях в Париж.

## Завръщане в Париж
Около един часа по обяд на 6 октомври 1789 г. от Версай към Париж потегля кортеж с кралското семейство, начело с Националната гвардия, към който се присъединяват и стотина депутати. Кортежът е заобиколен от всички страни от ликуващи демонстранти, чийто брой междувременно е нараснал значително. Според някои те са над шестдесет хиляди души и пътят отнема 9 часа. Процесията изглежда в приповдигнат дух, някои са заболи самуни хляб на байонетите си, а няколко по-смели парижанки от пазара пътуват яхнали оръдия. Макар да се чуват възгласи в прослава на краля като добър баща („Good Papa“), насилието не е съвсем забравено: над кралската карета проехтяват изстрели, макар и почетни, а някои носят главите на падналите в защита на Версай гвардейци. Процесията е обзета от дух на победа над стария режим и на всички е ясно, че кралят се е подчинил на народа.
Самият крал е съвсем наясно с положението си. След като кортежът пристига в занемарения дворец Тюйлери, напуснат още при Луи XIV, и го питат как ще се разпореди, той с необичайно примирение отговаря: „Нека всички се настаняват както искат“, след което многозначително нарежда да му донесат книгата за сваления английски крал Чарлз I.

## Последици
Походът към Версай е знаменателно събитие, някои го сравняват с превземането на Бастилията Той е вдъхновение за следващи поколения, показател за силата на народните движения. Окупацията на банките на Учредителното събрание създава прецедент, който в бъдеще ще влияе върху различни движения в Париж и ще бъде наречен охлокрация (управление на тълпата). Но най-впечатляващо е нахлуването на народа в двореца, което завинаги зачерква аурата на недосегаемост на монархията. То бележи края на съпротивата на краля на реформите. Както казва един автор, това е „едно от онези поражения на кралска особа, от които няма възстановяване“.